# Kakahi
Kakahi (correctement écrit: Kākahi) est une petite localité de l'ouest de l’Île du Nord de la Nouvelle-Zélande.

## Situation
Elle est localisée à environ 10 km de la ville de Taumarunui en amont du fleuve Whanganui dans la partie médiane de l’Île du Nord.

## Toponymie
Fondée en tant que ville de scierie, la ville tire son nom d’un mot de la langue maorie pour les moules d’eau douce de Nouvelle-Zélande (en) (Echyridella menziesii)[réf. nécessaire].

## Accès
Kakahi peut être atteinte par la route State Highway 4 (en) et la voie ferrée de la branche principale de l’Île du nord (en), qui franchissent toutes deux la ville sur un pont au-dessus du Kakahi Stream. 
Le Whanganui et la Whakapapa se rejoignent à environ 5 kilomètres à l’est, et à environ un kilomètre de la fin de la route dénommée Te Rena Road (une ancienne indication de la ligne de tram). 
Te Rena Road est connue pour ses vastes colonies de verres luisants le long des berges abruptes, où la route s'enfonce profondément dans le flanc de la colline.

## Histoire
Kakahi a une longue histoire d’implantation des peuples maoris, où se trouvent encore quatre sites fortifiés de pā.
Aux environs du XVe siècle, le peuple Ngāti Hotu (en) fut vaincu à cet endroit par les Maoris des Whanganui dans la bataille des cinq forts (en).
Un marae de l’iwi des Ngati Manunui de l’ hapū des Ngāti Tūwharetoa (en) est localisé dans la ville. 
Il fut construit en 1913 et est appelé Taumaihiōrongo.
En février 1862, James Coutts Crawford (en) traversa la rivière Whakapapa et établit son camp au niveau du site de Terena.
À la fin du XIXe siècle, Kakahi était toujours la principale ville de scierie de la région, avec quatre scieries de bois d’œuvre actives situées autour du centre de la ville avec de nombreuses lignes de chemin de fer de type tramway industriels pour déplacer les troncs (principalement de totara).
En 1906, les Ngāti Tūwharetoa (en) et la société de la Tongariro Timber Company passèrent un accord pour la construction d’une ligne de chemin de fer de 40 milles (64,4 km) : la ligne de Kakahi à Pukawa (en) reliant la ligne principale de l’île du nord (en) aux berges du lac Taupo.  
Cet accord permit d’installer une scierie et d’exploiter des terrains forestiers de 134 500 acres (544 km2), ainsi que d’autres considérations.  
Par la suite, la commission Stout Ngata fut saisi en 1908 pour inaction.
En 1929, cette ligne n’était toujours pas construite et le gouvernement acquit la Tongariro Timber Company.
Une route fut considérée comme bien plus intéressante. 
Les terres de la Tongariro Timber Company railway furent finalement mises à la disposition du Parlement de Nouvelle-Zélande par le biais du  Maori Purposes Act   le 24 novembre 1967.

## Installations
La ville de Kakahi avait trois églises, un hôtel (détruit par un incendie), une pension de famille et une salle de billard.

## Éducation
Il y a toujours une école primaire en activité, la Kakahi Primary School. 
En 1922, l’école de kakahi/Te Rena fut fermée.
En 1923, Lake Ayson, inspecteur en chef des pêcheries, visita la couveuse de Kakahi pour libérer un demi-million d’alevins de saumons atlantique dans le fleuve Whanganui, la rivière Whakapapa, les cours d’eau Kakahi Stream, Punga Stream et d’autres affluents. 
Ces alevins avaient éclos dans l’écloserie de Kakahi par Mr. Bebbington.
Le hall fut à l’origine inauguré par un des directeurs de la scierie locale et utilisée comme salle de cinéma pour des films muets et comme salle de danse. 
De cette époque, il reste encore le piano, la salle de projection ignifugée pour les films celluloïds et  même des tubes en cuivre dans le plafond pour le système interne d’éclairage au white spirit. 
Parmi les autres bâtiments commerciaux qui subsistent à Kakahi et qui ne sont plus utilisés, il y a la boucherie, la boulangerie (avec son four à pain hors d'usage), le bureau de poste et les écuries du maréchal-ferrant.
Les boulangers de Kakahi étaient connus pour aller porter leurs pains très loin dans la région et fournissaient même plusieurs scieries dans les collines, et allaient jusqu'au National Park.  
L’expression the best thing since sliced bread (« la meilleurs chose depuis le pain en tranche ») contredit le fait que de nombreux petits boulangers n'avaient pas les moyens de s'acheter de coûteuses trancheuses à pain brevetées (et parfois peu fiables). Cela a contribué à la fermeture des boulangeries de la région.
Kakahi a un magasin général iconique, un des derniers rares magasins généraux restant en Nouvelle-Zélande. 
Il est tenu par Manu Lala, qui est l'un des piliers de la communauté. En effet, le magasin est tenu par la famille Lala depuis 1937.

## Loisirs
Kakahi est aussi réputée pour la pèche de la truite, en particulier la pêche à la mouche.

## Sports
Les équipes sportives locales sont généralement habillées en bleu et or.
Le « Domaine » est un terrain de sports situé au nord du village ; il a servi de base pour l’équipe de Hockey sur gazon, pour les compétitions de motocross, et du Kakahi rodeo Club qui organisait des compétitions dans les années 1970, pour récolter des fonds pour les activités de la communauté[réf. nécessaire].
Autour du Domaine se trouvent les vestiges d'une piste de course de vélos, dont une partie a été emportée par les inondations des années 1950.

## Personnalités notables
- Keith Chapple (1944–2005), ancien président de la Royal Forest and Bird Protection Society of New Zealand (en) ;
- Peter McIntyre (en) (1910–1995), artiste officiel de guerre de Nouvelle-Zélande pendant la deuxième guerre mondiale, avait une maison de vacances à Kakahi[11] et publia en 1972, un livre de peintures intitulé Kakahi New Zealand.